# Ngagchen Rinpoché
Ne doit pas être confondu avec Jigme Wangchuk.
Ngagchen Rinpoché (tibétain : ནང་ཆེན ་ རིན་པོ་ཆེ་ ; Wylie: sNgags-chen rin po che) aussi appelé Jigme Wangchuk (tibétain : འཇིགས་མེད་དབང་ཕྱུག, Wylie :  'jigs med dbang phyug) (1884-1947) est un lama de l'école gelugpa et un responsable du monastère de Tashilhunpo.   

## Biographie
Jigme Wangchuk est né en 1884. Il a été reconnu comme un tulku (réincarnation) et en 1932 le titre de Ta-Lama lui a été attribué par le 13e dalaï-lama peu avant sa mort. Il est extrêmement instruit, notamment dans les questions religieuses. Il est très respecté par toutes les classes. Il a un rang qui suit celui du panchen-lama au Tashilhunpo. Il s'est enfui en Chine en 1923 avec 9e panchen-lama, et a été renvoyé au Tibet en 1931 pour y négocier le retour du panchen-lama. Il est retourné en Chine en 1932, et fut à nouveau délégué par le panchen-lama en 1933 pour de plus amples négociations à Lhassa. Fin 1936, il est à nouveau parti du Tibet pour la Chine et Pékin et a visité Nankin. Il a beaucoup œuvré pour tenter de régler le différend entre panchen-lama et le Gouvernement tibétain. Il avait cependant des opposants dans l'entourage du panchen-lama, et en mars 1937 ce dernier l'aurayt demis de ses fonctions. Après sa séparation du panchen-lama et la mort de celui-ci, il est resté dans la Chine occupée, où les Chinois l'ont soupçonné de travailler pour les Japonais. Il est retourné au Tibet en 1939, et a vécu à Shigatsé au moins jusqu'en 1942 ou 1945.
Fabienne Jagou confirme que Ngagchen Rinpoché a été destitué, au même moment où Lobsang Gyaltsen (Blo-bzang rGyal-mtshan) était nommé au titre le plus élevé du monastère de Tashilhunpo celui d'administrateur général, skyabs-dbyings rdza-sags bla-ma.

## Autre lecture
- Bkras dgon lo rgyus rtsom sgrig tshogs chung, Sngags chen bdar pa Ho thog thu Blo bzang bstan 'dzin 'jigs med dbang- phyug gi rnam-thar rags-bsdus » (Courte biographie de sNgags-chen rinpoché) Documents historiques et culturels tibétains, 1985, 5, p. 80-91.